# Jaime Rosales
Pour les articles homonymes, voir Rosales (homonymie).
Jaime Rosales (Barcelone, 1970) est un réalisateur, scénariste et producteur de cinéma espagnol, auteur notamment de La soledad. C'est un auteur singulier, en perpétuelle réflexion et expérimentation. Tant son propos que son langage esthétique se radicalisent de film en film.

## Biographie
Né à Barcelone le 2 janvier 1970, Jaime Rosales a étudié l'économie avant de fréquenter les écoles de cinéma de San Antonio de Los Baños (EICTV) à Cuba et de Sydney (AFTRSBE) en Australie. Après trois courts-métrages, il écrit, produit et réalise, depuis le début des années 2000, des longs-métrages aux expérimentations formelles marquées à partir de genres cinématographiques comme le thriller ou le drame.
En 2003, l'étrange thriller Las horas del día, tourné en Catalogne (mais en castillan), est présenté et primé à la Quinzaine des réalisateurs de Cannes. Il suit le quotidien on ne peut plus banal (sa mère, sa petite amie, sa boutique, etc.) de l'impassible Abel, qui s'avère être un serial killer. Entre autres prix, Jaime Rosales reçoit pour ce premier film les Goya du meilleur réalisateur révélation et du meilleur scénario.
En 2007, Jaime Rosales présente, à nouveau au Festival de Cannes (section Un certain regard), La soledad, qui se déroule cette fois à Madrid. C'est un drame croisé suivant deux femmes : la jeune Adela quitte son ami pour élever seule son bébé dans la capitale ; Antonia, plus âgée, affronte le cancer de l'une de ses filles. Chacune va être confronté à une forme de violence. La principale signature formelle de La soledad est l'usage récurrent du split-screen, matérialisation de l'incommunicabilité entre les personnages, de "la solitude" annoncée par le titre du film. Malgré ses seulement trente copies, le film fut un succès surprise en Espagne et fut couronné aux Goya du doublé "meilleur film"-"meilleur réalisateur".
En 2008, il présente son troisième long-métrage, Un tir dans la tête (Tiro en la cabeza), au Festival de Saint-Sébastien, ville où il a tourné la plupart de ce film inspiré d'un fait divers : l'assassinat non prémédité de deux gardes civils par un commando ETA, à Capbreton dans les Landes, le 1er décembre 2007. Le film, extrêmement dépouillé, est intégralement tourné au téléobjectif, de loin, de sorte que les dialogues sont inaudibles ; quant au propos, clairement politique, il a fait débat en Espagne (d'autant plus que la première eut lieu le lendemain d'un assassinat similaire). El País parle de "cinéma-guérilla". En France, l'accueil a été très mitigé : si certaines critiques comme celle des Inrockuptibles ont loué "une proposition de cinéma risquée et inventive" de la part d'un "cinéaste passionnant", la plupart ont vu un exercice de style plutôt vain.
Si Rêve et silence passe inaperçu en 2012, son film suivant La Belle Jeunesse, « un des meilleurs films sur la crise actuelle » selon Le Monde, est primé au festival de Cannes 2014 (section Un Certain regard) et révèle l'actrice hispano-suédoise Ingrid García-Jonsson. Jaime Rosales réunit une distribution prestigieuse pour son film suivant : Bárbara Lennie sera Petra aux côtés d'Alex Brendemühl et Marisa Paredes.

## Commentaire
Chacun des films de Jaime Rosales, cousin ibérique d'un Michael Haneke, est une expérience pour le spectateur, d'abord confronté à la banalité de gens ordinaires durant de longs plans fixes, cadrés simplement, sans musique ni mouvement de caméra, instaurant une sensation de tension sourde, ou de torpeur (selon la sensibilité de chacun), puis brutalement réveillé par des scènes violentes fonctionnant comme des électrochocs. À quel moment déceler l'anormalité dans l'apparence la plus banale ? À quel moment surgit l'horreur ? Avec le regard distancié d'une étude, le cinéma de Rosales radiographie et interroge l'être humain, et notamment les rapports qu'il entretient avec le hasard et la violence, omniprésente sous toutes ses formes mais rarement évidente. Le réalisateur catalan ne fait pas l'unanimité, mais certains cinéphiles voient en lui l'un des plus importants auteurs européens actuels.

## Filmographie

### Courts-métrages
- 1998 : Yo tuve un cerdo llamado Rubiel
- 1998 : Episodio
- 1999 : The Fish Bowl

### Longs-métrages
- 2003 : Les Heures du jour (Las horas del día)
- 2007 : La soledad
- 2008 : Un tir dans la tête (Tiro en la cabeza)
- 2012 : Rêve et Silence (es) (Sueño y silencio)
- 2014 : La Belle Jeunesse (Hermosa juventud)
- 2018 : Petra
- 2022 : Les Tournesols sauvages (Girasoles silvestres)
- 2025 : Morlaix